# Twain
|  | Aquest article tracta sobre el municipi dels Estats Units. Vegeu-ne altres significats a «Twain (desambiguació)». |

Twain és una concentració de població designada pel cens dels Estats Units a l'estat de Califòrnia. Segons el cens del 2000 tenia 87 habitants.

## Demografia
Segons el cens del 2000, Twain tenia 87 habitants, 42 habitatges, i 24 famílies. La densitat de població era de 4,5 habitants/km².
Dels 42 habitatges en un 16,7% hi vivien nens de menys de 18 anys, en un 47,6% hi vivien parelles casades, en un 9,5% dones solteres, i en un 40,5% no eren unitats familiars. En el 19% dels habitatges hi vivien persones soles el 4,8% de les quals corresponia a persones de 65 anys o més que vivien soles. El nombre mitjà de persones vivint en cada habitatge era de 2,07 i el nombre mitjà de persones que vivien en cada família era de 2,36.
Per edats la població es repartia de la següent manera: un 11,5% tenia menys de 18 anys, un 4,6% entre 18 i 24, un 25,3% entre 25 i 44, un 40,2% de 45 a 60 i un 18,4% 65 anys o més.
L'edat mediana era de 50 anys. Per cada 100 dones de 18 o més anys hi havia 92,5 homes.
Entorn del 70,6% de les famílies i el 72,1% de la població estaven per davall del llindar de pobresa.

## Poblacions més properes
El següent diagrama mostra les poblacions més properes.